# Моханад Алі
Моханад Алі Кадхім (араб. مهند علي, нар. 20 червня 2000, Багдад), більш відомий як Мімі  — іракський футболіст, нападник клубу «Аш-Шурта» та збірної Іраку. Він відомий своїм дриблінгом і здатністю закрити м'яч..

## Клубна кар'єра

### Початок кар'єри
Моханад розпочав свою кар'єру в футбольній школі «Аммо Баба» , де він навчався з шести років, а у 14 років перейшов у «Саад Хашим».
У вересні 2013 року гравець підписав п'ятирічний контракт з «Аль-Шуртою». У 2015 році дебютував за першу команду, а у сезоні 2016/17 грав на правах оренди за «Аль-Кахрабу», де з 12 голами у 30 матчах став найкращим бомбардиром команди. Клуб закінчив сезон на 13 місці в лізі.

## Збірна

### Молодіжна команда
Моханад дебютував в юнацькій збірній Іраку U-14 в 2013 році у віці всього 13 років і став найкращим бомбардиром на футбольному турнірі юнацьких Азійських ігор в Нанкіні в серпні 2013 року, де Ірак у групі обійшов Сингапур і Кувейт, забивши три голи у цих двох матчах, а в чвертьфіналі пройшов Таїланд (3:0), а Алі зробив дубль, втім потім Ірак програв у півфіналі Ірану, а в матчі за третє місце програли у серії пенальті Північну Корею (1:1), забивши гол і з гри і в серії пенальті, ставши з 6-ма голами найкращим бомбардиром турніру. Наступного року з командою Алі зіграв у дебютному розіграші юнацького (U-14) кубка Азії,, де також забив шість голів і став найкращим бомбардиром, а його збірна виграла золоті нагороди.

### Національна збірна
23 грудня 2017 року дебютував за національну збірну Іраку у грі проти Бахрейну в матчі Кубка націй Перської затоки, а 28 лютого 2018 року забив свої перші голи за збірну, зробивши дубль в товариській грі проти збірної Саудівської Аравії.

## Статистика

### Клуб
| Клуб              | Чемпіонат             | Сезон             | Ліга | Ліга  | Кубок | Кубок | Континентальні | Континентальні | Інші | Інші  | Загалом | Загалом |
| Клуб              | Чемпіонат             | Сезон             | Ігор | Голів | Ігор  | Голів | Ігор           | Голів          | Ігор | Голів | Ігор    | Голів   |
| ----------------- | --------------------- | ----------------- | ---- | ----- | ----- | ----- | -------------- | -------------- | ---- | ----- | ------- | ------- |
| «Аль-Шурта»       | Іракська Прем'єр-Ліга | 2015-16           | 7    | 1     | 0     | 0     | —              | —              | —    | —     | 7       | 1       |
| «Аль-Кахраба»     | Іракська Прем'єр-Ліга | 2016-17           | 30   | 12    | 0     | 0     | —              | —              | —    | —     | 30      | 12      |
| «Аль-Шурта»       | Іракська Прем'єр-Ліга | 2017-18           | 30   | 17    | —     | —     | —              | —              | —    | —     | 30      | 17      |
| «Аль-Шурта»       | Іракська Прем'єр-Ліга | 2018-19           | 3    | 0     | 0     | 0     | 0              | 0              | 0    | 0     | 3       | 0       |
| Всього за кар'єру | Всього за кар'єру     | Всього за кар'єру | 70   | 30    | 0     | 0     | 0              | 0              | 0    | 0     | 70      | 30      |

### Збірна
| Збірна Іраку | Збірна Іраку | Збірна Іраку | Збірна Іраку | Збірна Іраку |
| Рік          | Ігор         | Голів        | Асистів      |              |
| ------------ | ------------ | ------------ | ------------ | ------------ |
| 2017         | 1            | 0            | 0            |              |
| 2018         | 7            | 5            | 1            |              |
| Загалом      | 8            | 5            | 1            |              |

#### Голи за збірну
| №  | Дата            | Місце                                          | Суперник          | Результат | ПІдсумок | Конкурс                                    |
| -- | --------------- | ---------------------------------------------- | ----------------- | --------- | -------- | ------------------------------------------ |
| 1. | 28 лютого 2018  | Басра Спортс Сіті, Басра                       | Саудівська Аравія | 3-0       | 4-1      | Товариський матч                           |
| 2. | 28 лютого 2018  | Басра Спортс Сіті, Басра                       | Саудівська Аравія | 4-1       | 4-1      | Товариський матч                           |
| 3. | 27 березня 2018 | Басра Спортс Сіті, Басра                       | Сирія             | 1-0       | 1-1      | International Friendship Championship 2018 |
| 4. | 10 вересня 2018 | Алі Сабах Аль-Салем Стадіон, Фарвании          | Кувейт            | 1-0       | 2-2      | Товариський матч                           |
| 5. | 15 жовтня 2018  | Університетський Стадіон Короля Сауда, Ер-Ріяд | Саудівська Аравія | 1-0       | 1-1      | Товариський матч                           |

## Досягнення
- Чемпіон Іраку (1): 2018-19
- Чемпіон Катару (1): 2019-20
- Володар Кубка зірок Катару (1): 2020-21

Збірні
- Чемпіон Азії серед гравців до 14 років: 2014
- Чемпіонат Федерації футболу Західної Азії до 16 років: 2015

### Індивідуальні
- Найкращий бомбардир Азійських футбольних ігор: 2013 (6 голів)
- Найкращий бомбардир юнацького чемпіонату Азії: 2014 (6 голів)
- Найкращий бомбардир клубу «Аль-Кахраба» у сезоні 2016/17 (12 м'ячів)